# Храм Святої Благовірної Цариці Тамари (Харків)
Церква святої благовірної цариці Тамари — діюча церква у селищі П’ятихатки Харківської області. Парафія належить до Харківської єпархії Української православної церкви Московського патріархату. Будівля церкви була пошкоджена обстрілами російських військ у березні 2022 року.

## Історія
7 березня 2012 року архієпископ Харківський та Богодухівський Онуфрій освятив місце під церкву площею 375,5 квадратних метрів, заввишки 29 метрів, місткістю понад 150 осіб.
23 серпня 2013 Онуфрій здійснив чин освячення церкви на честь благовірної цариці Тамари у П’ятихатках. Церква на честь цариці Тамари стала першим храмом у місті та області на честь цієї святої. Після чину освячення церкву відвідали Блаженніший Патріарх Святого граду Єрусалима та всієї Палестини Феофіл III, який подарував ікону Єрусалимської Божої Матері новоосвяченому храму, а також представники місцевої влади та бізнесу. 
Зведення церкви відбувалося коштом російського мецената, частину грошей виділила місцева влада. Церква святої благовірної цариці Тамари має неоднозначну репутацію, через сумніви в правильності обряду освячення та саму особистість архієпископа Онуфрія.
У ніч з 11 на 12 березня російські війська пошкодили обстрілами будівлю церкви. У церкві було вибиті вікна і двері, уламками побило стіни, пошкоджено церковне начиння.